# 瓊別爾峰

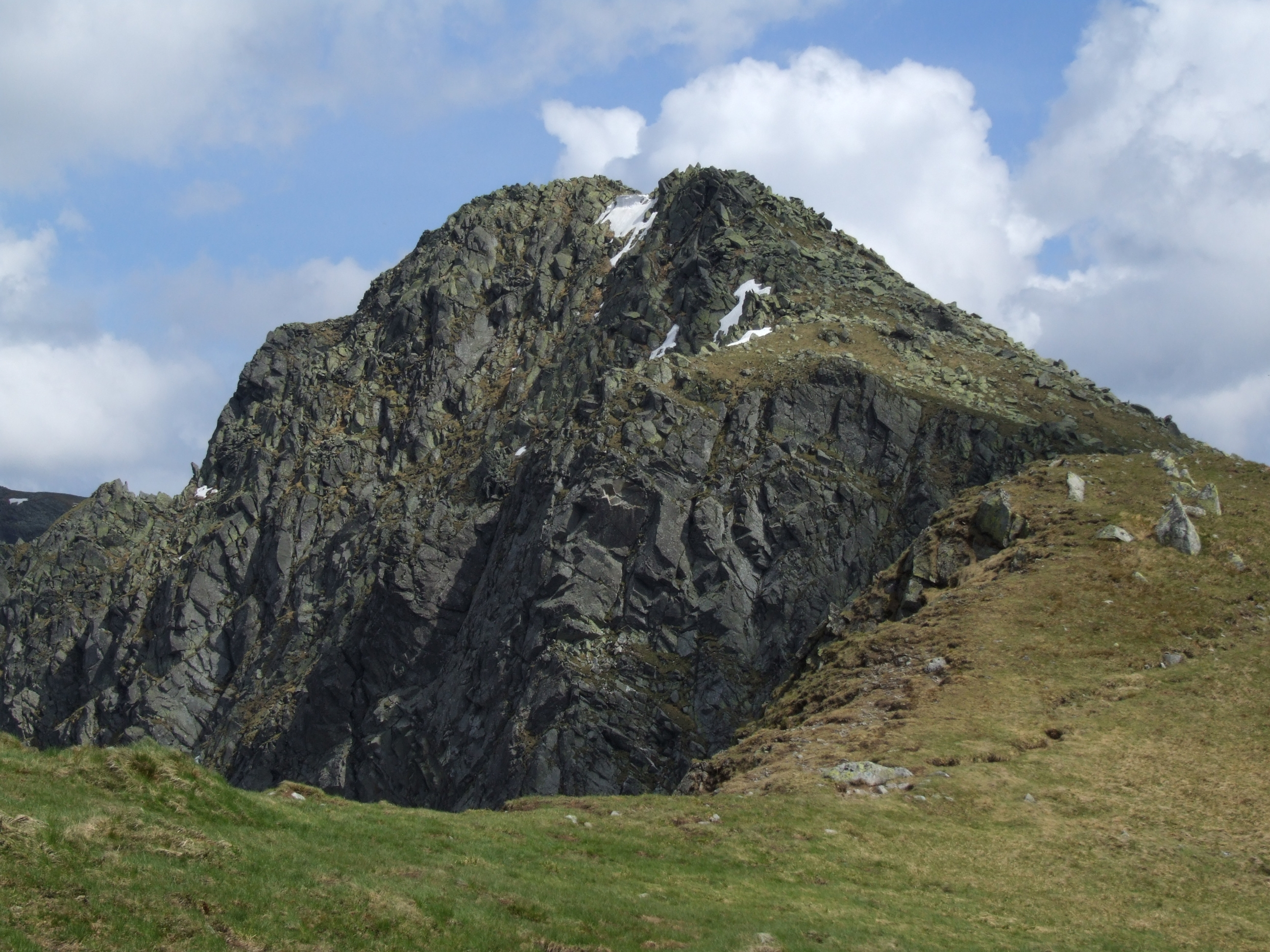
從Krúpova hoľa看瓊別爾峰

瓊別爾峰位於斯洛伐克中部，海拔2049.5公尺，是下塔特拉山中最高的山峰。瓊別爾峰有一些中世紀採礦的遺跡（金礦、鐵礦、銻礦），在布雷茲諾北邊15公里處，目前是下塔特拉山國家公園中的一部份。
瓊別爾峰的山峰可以看到上塔特拉山、Liptov以及赫龍河的景色。在山頂附近（海拔1,740 m）有一個名叫Chata M. R. Štefánika的小木屋。瓊別爾峰以及鄰近的霍博克峰可以由北邊的爬山徑（從德馬諾夫斯卡谷或Jánska dolina河谷出發）到達，也可以由從Trangoška出發，南邊的爬山徑到達。

## 位置
瓊別爾峰位在下塔特拉山的中部，在地理分區Ďumbierske Tatry以下的瓊別爾之內。瓊別爾峰在日利納州和班斯卡-比斯特里察州的邊界上，包括了布雷茲諾的區域，以及Liptovský Ján和Horná Lehota的轄區。鄰近的山包括有西邊的Krúpova hoľa（海拔1928公尺）、北邊的Ludárova hoľa（海拔1731公尺）、東邊的Štiavnica（海拔2025公尺）、以及Veľký Gápeľ（海拔1776公尺）。瓊別爾峰是Horehronie區域中，布雷茲諾區的最高點。

### 歷史
以往在山坡上就有許多的铁矿、金礦和辉锑矿。現今仍可以看到許多礦坑的遺跡。
在第二次世界大战時，斯洛伐克游击队曾和德軍在此戰鬥。為了紀念這場戰役，以及斯洛伐克游击队在1944年穿越了很難穿越的瓊別爾峰，已在當地設立紀念碑，地點靠近米蘭拉斯蒂斯拉夫·什特凡尼克將軍的小屋。

### 國家自然保護區
瓊別爾國家自然保護區是在1973年成立，佔地2043.76公頃。延伸到瓊別爾峰的主山脊，以及北邊山坡的谷底。該地區的底部有花崗岩，上面是冰川地形。

## 圖庫

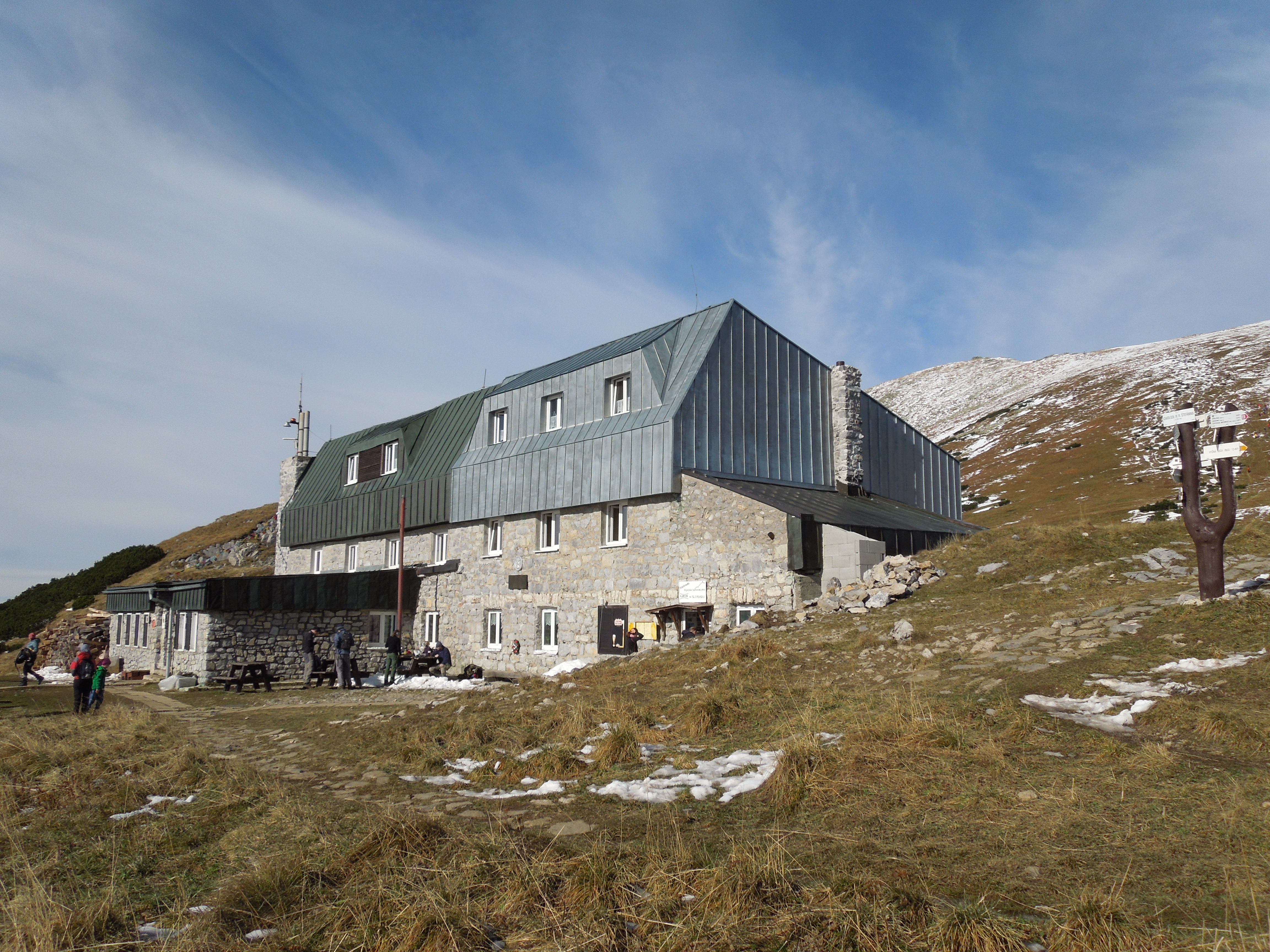
瓊別爾峰鞍部的米蘭拉斯蒂斯拉夫·什特凡尼克將軍的小屋
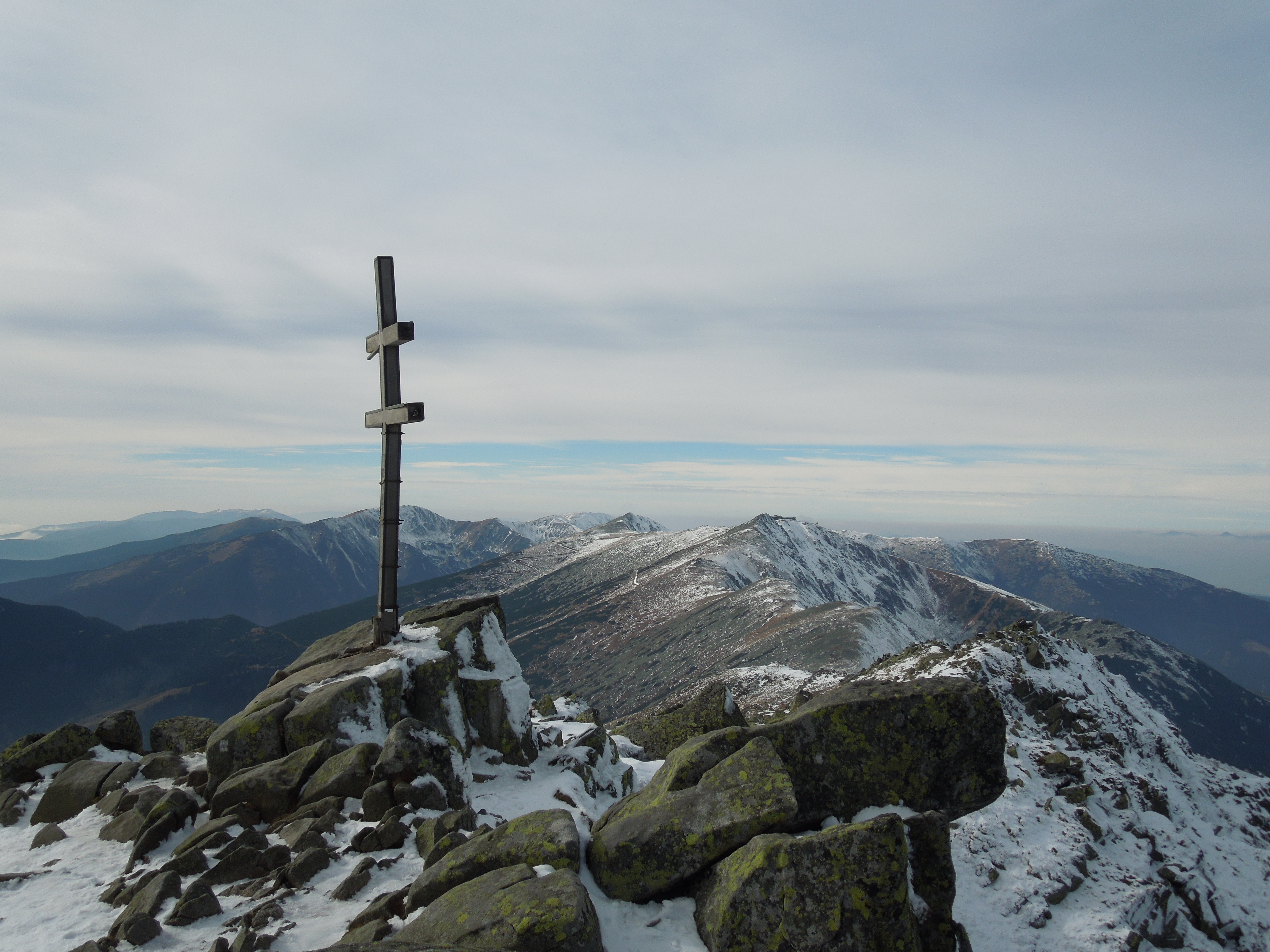
從霍博克峰看瓊別爾峰，瓊別爾峰上面有代表斯洛伐克的雙十字
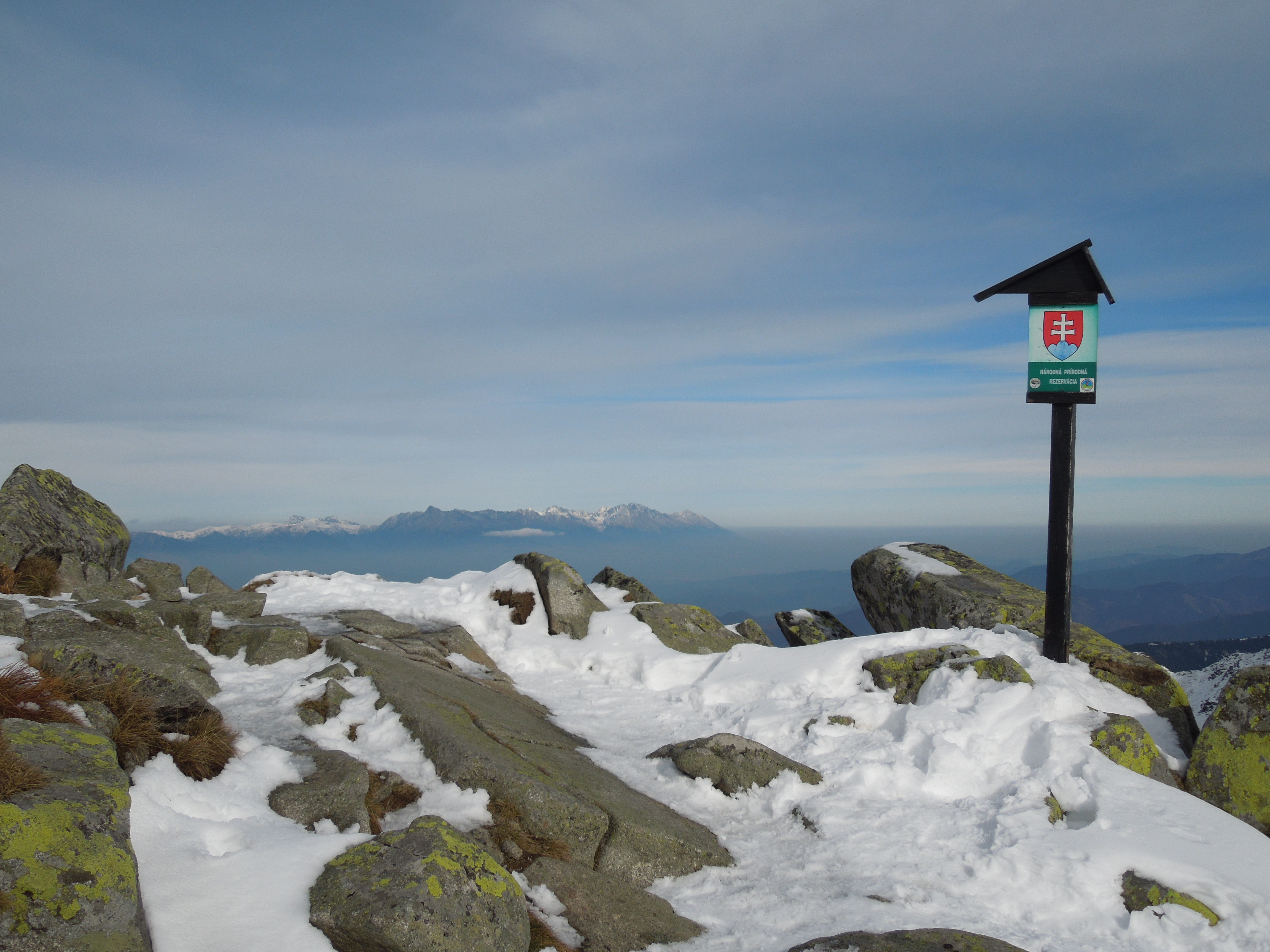
從瓊別爾峰看上塔特拉山
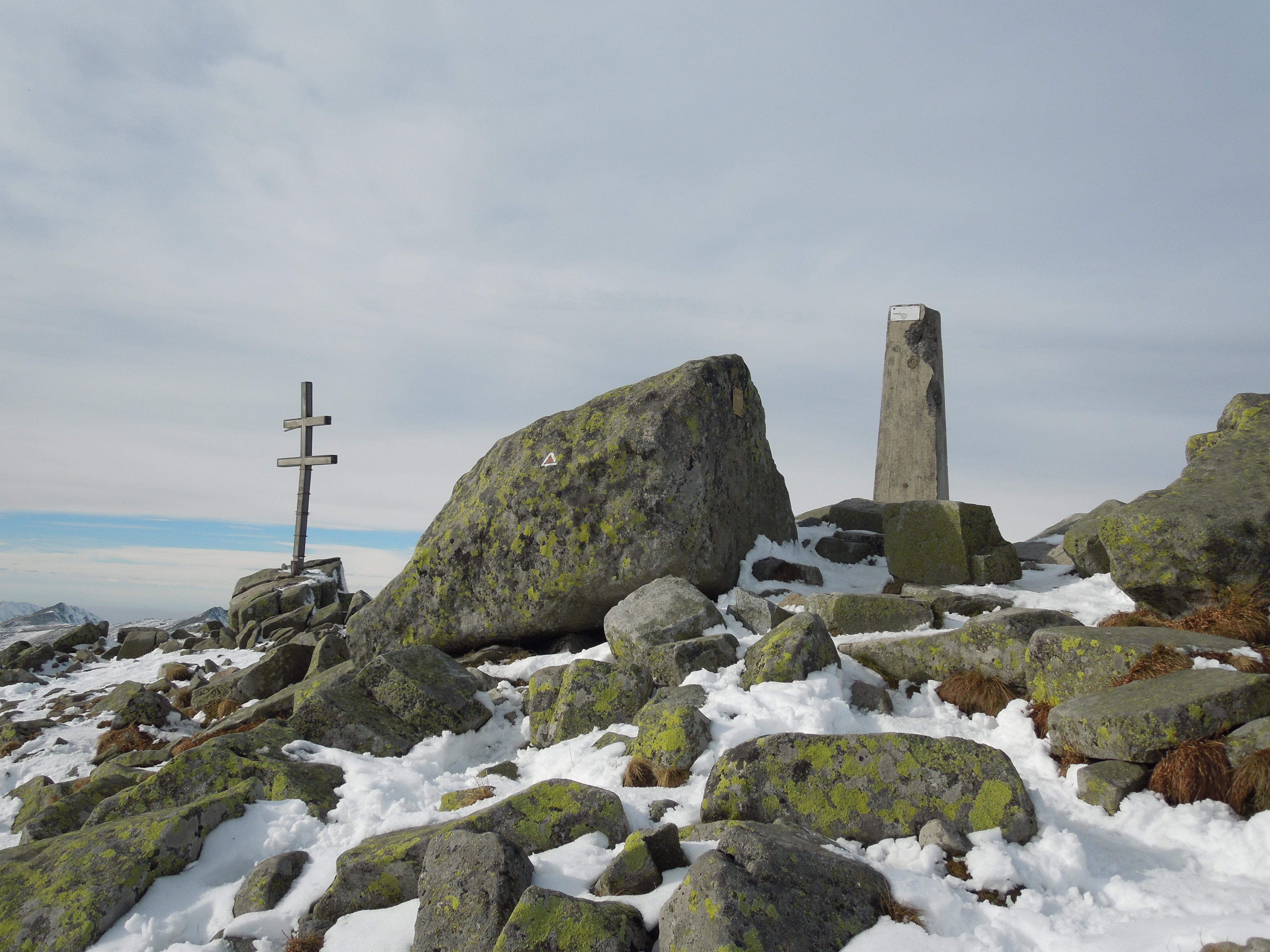
瓊別爾峰

## 外部連結
- Poloha na turistickej mape （页面存档备份，存于）（斯洛伐克文）
- Poloha na turistickej/cykloturistickej mape （页面存档备份，存于）（斯洛伐克文）
- 360 ° virtual panoramic view from the top of Ďumbier to the surrounding hills （页面存档备份，存于） on PeakFinder.org

48°56′11.4″N 19°38′25.3″E / 48.936500°N 19.640361°E